# Treppach (Aalen)

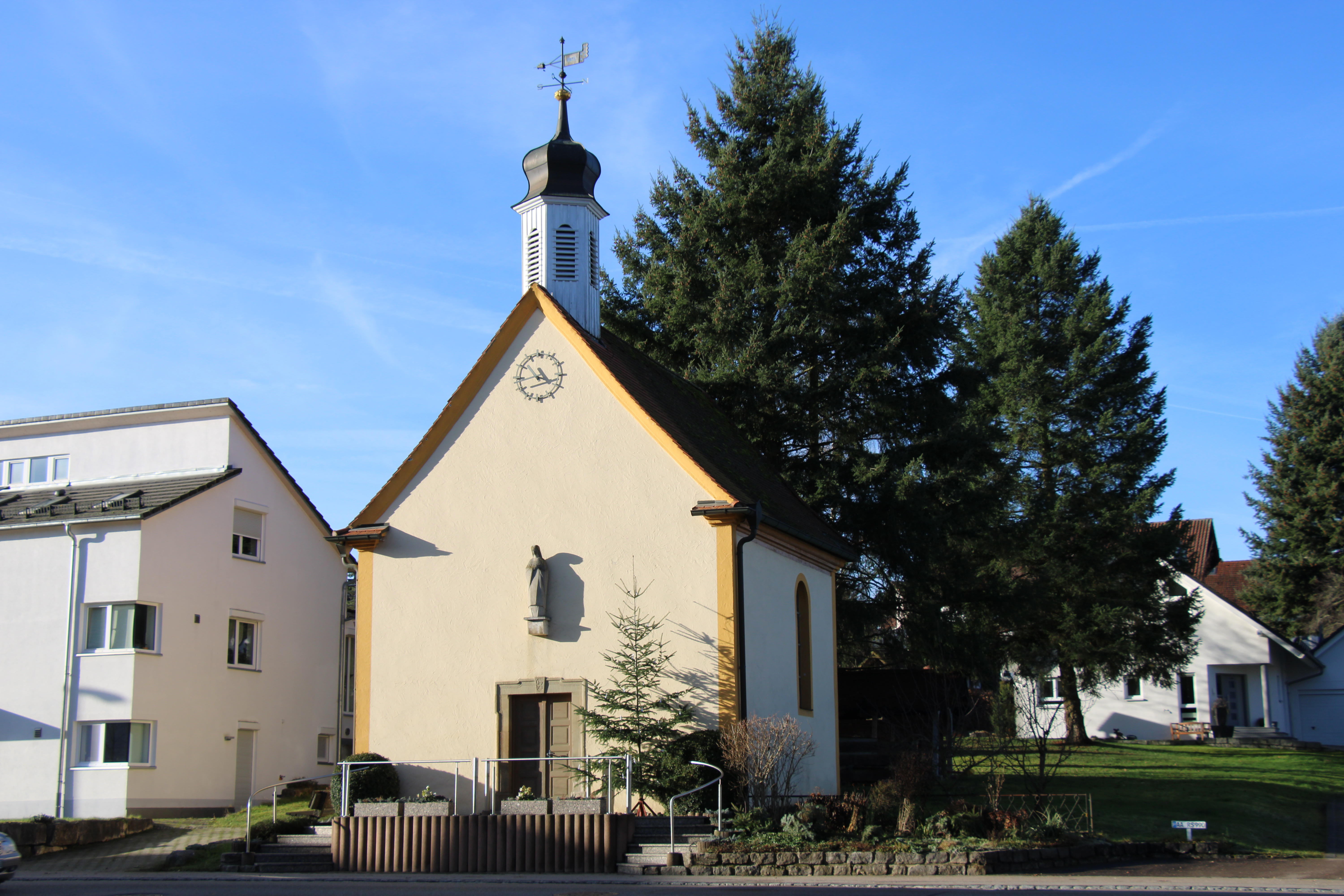
Mariä Tempelgang

Treppach ist ein Ortsteil von Wasseralfingen, einem Stadtbezirk von Aalen.

## Lage und Verkehrsanbindung
Treppach liegt etwa dreieinhalb Kilometer westlich von Wasseralfingen und fünf Kilometer nordwestlich von Aalen an der Kreisstraße K 3325.

## Geschichte
Treppach wurde das erste Mal im Jahre 1240 als Trekkebach erwähnt. Eine Ortsadelsfamilie, die Herren von Treppach, sind von 1240 bis 1291 belegt. Diese saßen auf der heute abgegangenen Burg Treppach und waren wahrscheinlich Ministerialen des Klosters Ellwangen. Nachdem der Ortsadel wohl ausgestorben war, hatten die Adelsfamilien von Rechberg, von Roden, von Waiblingen sowie verschiedene Gmünder Patrizierfamilien ellwangische Lehen.
In der Neuzeit gehörte der Weiler zu Wasseralfingen, mit dem der Ort 1975 nach Aalen kam.